# Tristan Bowen
Tristan Bowen (Los Angeles, 30 januari 1991) is een Amerikaans voetballer. In 2015 tekende hij bij KuPS uit de Veikkausliiga.

## Clubcarrière
Bowen kwam uit de jeugdopleiding van Los Angeles Galaxy. Hij tekende op 12 november 2008 een contract bij Los Angeles en werd daarmee de eerste speler in de MLS die een profcontract tekende bij een club waar hij in de jeugd speelde. Hij maakte op 7 april 2009 zijn debuut voor Los Angeles in een U.S. Open Cup wedstrijd tegen Colorado Rapids. Hij maakte zijn MLS-debuut op 20 juni 2009 tegen San Jose Earthquakes. Bowen werd in 2009 aan zowel Hollywood United Hitmen als Miami FC uitgeleend. Op 15 december 2010 tekende Bowen bij Chivas USA. Na een moeilijke periode bij Chivas werd hij op 11 augustus 2011 uitgeleend aan het Belgische Roeselare. Op 17 mei 2012 keerde hij terug naar Chivas USA, waar hij meer speeltijd kreeg en in 2013 basisspeler werd. Op 11 december 2013 werd hij naar Seattle Sounders gestuurd inruil voor Mauro Rosales. Bij Seattle kwam hij in één seizoen slechts twee keer in actie in de competitie.
Op 7 augustus 2015 tekende hij bij het Finse KuPS. Zijn debuut maakte hij twee dagen later tegen HIFK Helsinki. Op 12 augustus maakte hij tegen VPS Vaasa zijn eerste doelpunt.

## Interlandcarrière
Bowen is enkele keren uitgekomen voor het Amerikaanse voetbalelftal onder 18 en 20. Door de afkomst van zijn ouders kan hij ook uitkomen voor Jamaica.